# Ester Ringnér-Lundgren
Ester Maria Ringnér-Lundgren, född Ringnér 4 oktober 1907 i Norrköping, död 26 juli 1993, var en svensk författare som skrev sagor, barnböcker och ungdomsböcker. Hennes debut var barnboken Kvirre och Hoppsan (1951). Utgivningen under författarens livstid uppgår till 140 titlar. Hon är kanske mest känd för serien om Lotta (1958–1991), skriven under pseudonymen ”Merri Vik” eller böckerna om trollen Kvirre och Hoppsan (1951–1973). Böckerna om Trulsa och Pysseliten, skrivna 1961–1975, användes i svenskundervisning för lågstadiet i Sverige under 1960- och 1970-talen. Förutom Merri Vik använde hon även pseudonymerna Kaj Ringnér och Beril Björk på ett fåtal titlar.
Alla hennes böcker gavs ut på B. Wahlströms bokförlag och flera titlar har översatts till en rad olika språk. Hon var en av få kvinnliga författare i Sverige som under denna tid skrev detektivromaner för läsare i yngre tonåren. Böckerna om Lotta tillhör B. Wahlströms förlags största försäljningssuccéer. Ester Ringnér-Lundgren har också beskrivits som en av en handfull svenska författare som utvecklade och finslipade en svensk humoristisk barnbokstradition som funnits sedan Anne på Grönkulla.
År 2005 bildades Sällskapet för Ester Ringnér-Lundgren i syfte att främja kännedom om författaren.

## Biografi

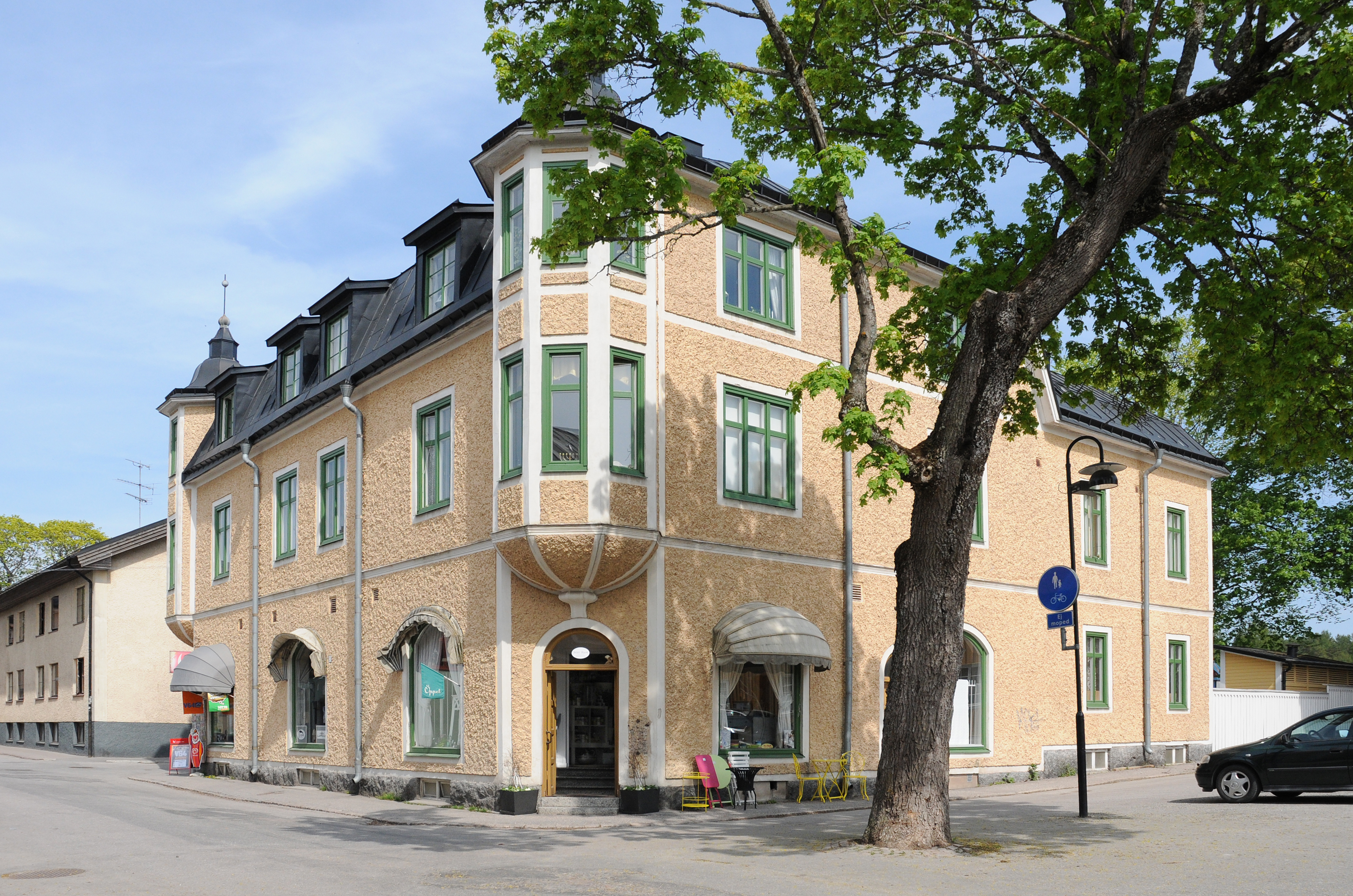
Storgatan 4 i Malmköping dit familjen Ringnér flyttade 1925.

Ester Maria Ringnér växte upp på Tunnbindaregatan i Norrköping och var dotter till Johanna och Birger Ringnér. Hon gick två år i folkskolan i Saltängen och därefter åtta år på Norra Flickskolan i Norrköping. Redan i tolvårsåldern bestämde hon sig för att bli författare.
Hennes far Birger Ringnér var sjökapten och det hände att hela familjen fick följa med på dennes resor. Ester Ringnér-Lundgren har berättat om minnen från några av dessa resor exempelvis när hon vid fyraårsåldern var med på en resa till Sankt Petersburg och en annan resa till den danska staden Mariager när hon var sex år. Under första världskriget följde familjen med på resor längs Sveriges kust, då längre resor innebar en risk eftersom havet dolde minor och ubåtar. När Ester Ringnér-Lundgren var 19 år följde hon för sista gången med på en av faderns resor på fartyget Stegeborg. Kort därefter pensionerade sig fadern.
År 1925 flyttade familjen till fastigheten nummer 32 i Malmköping. Byggnaden, som idag bär fastighetsbeteckningen Skomakaren 1, ligger vid Stora torget och känns igen på de karaktäristiska burspråken i hörnen mot Storgatan. Familjen stödde Ester Ringnér-Lundgrens utbildning vid småskollärarseminariet i Malmköping genom att flytta dit. Våren 1927, vid 19 års ålder, avlade hon examen och samma år publicerades hennes första två sagor i Svenska Dagbladet.

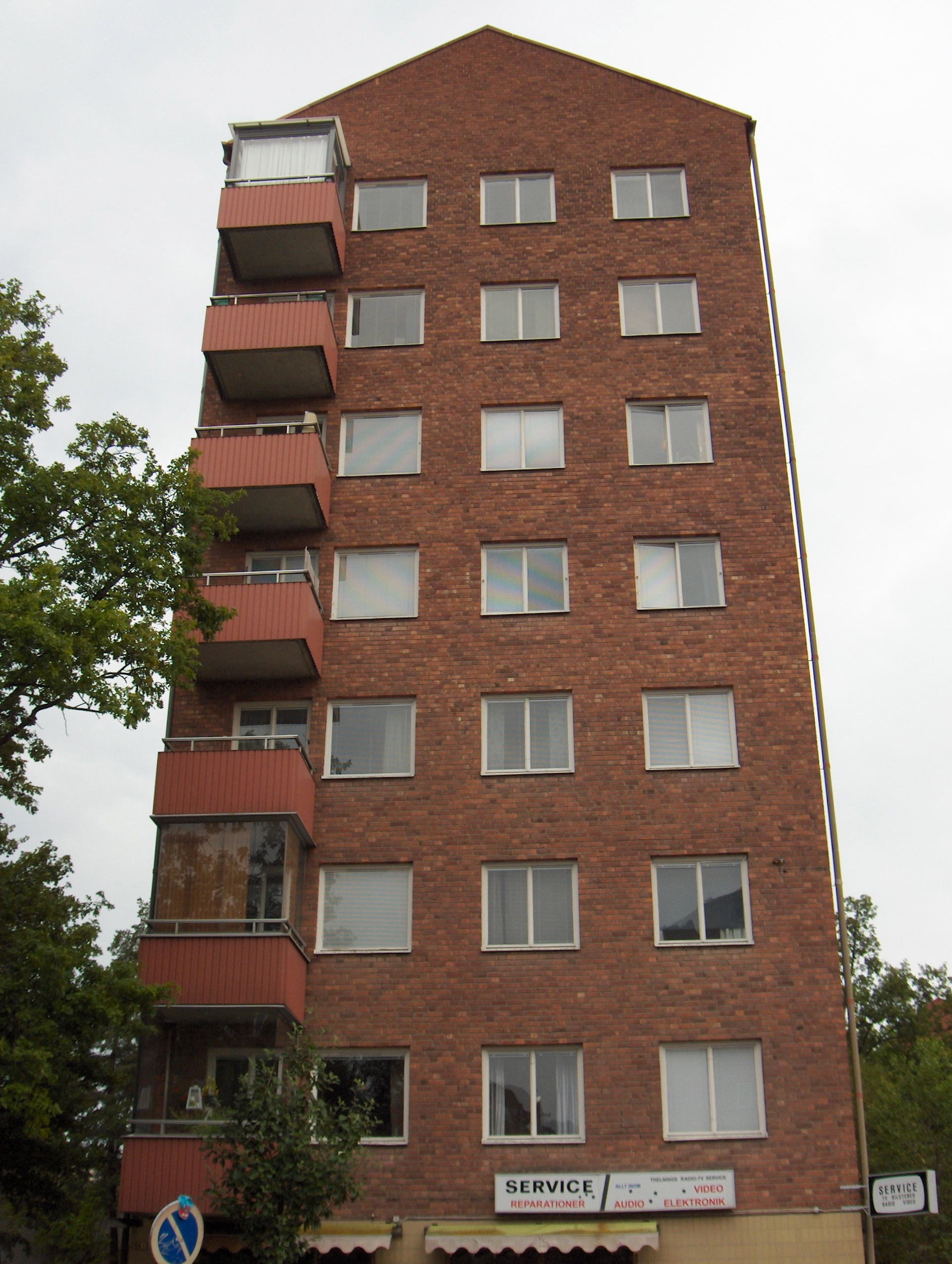
Familjen Ringnér-Lundgren och Lundgrens hem på Råsundavägen 148 i Solna.

Ester Ringnér-Lundgrens första lärartjänst var på Norrsunda skola i Rosersberg 1927–1928. Därefter flyttade hon till Norrköping och några års arbete på Matteusskolan. Många av lärarna som arbetade där åt sin lunch på hushållsskolan Margareta vid rådhuset. Det var där hon träffade sin blivande man Kurt Lundgren. Efter några år gifte de sig. De flyttade till Mariestad. Familjen växte och Ringnér-Lundgren fortsatte att skriva och kring mitten på 1940-talet flyttade familjen till Solna och Råsundavägen 148. Familjen hade sommarhus i Krokek i Kolmården. Ester Ringnér-Lundgren gick bort den 26 juli 1993, 85 år gammal.

## Författarskap

### De första åren
Två sagor publiceras i Svenska Dagbladet 1927. Under åren publiceras fler sagor i Svenska Dagbladet men även i Dagens Nyheter och Folkskolans Barntidning samt i julpublikationer. En saga publicerades postumt i sagosamlingen Bland tomtar och troll 1999. Det marina temat återkommer ofta i hennes böcker i form av hav, båtar och sjöfart.

### Bokutgivningen
Bokutgivningen innehåller solister, duologier, trilogier och längre serier. Alla böcker som gavs ut i Sverige under författarens levnad gavs ut av B. Wahlströms bokförlag.

#### Sagor och barnböcker
Bokdebuten skedde 1951 med Kvirre och Hoppsan, en sagobok om två små troll, som följdes av ytterligare 20 böcker om Kvirre och Hoppsan. Ytterligare två bokserier för barn, Tussi och serien om trollen Trulsa och Pysseliten, kom ut. I utgivningen ingick även sagor, bland annat Gammaldags sagor och Trollslottet. Trilogin om familjen Trollson gavs ut åren 1973, 1975 och 1979. Titlarna är Trollslottet, Trollskeppet, Trollstenen.

#### Ungdoms- och flickböcker
De böcker som publicerades i B. Wahlströms serie med röda ryggar och därför benämns som flickböcker är både solister och serier. Böckerna om Lotta kom ut 1958–1991 i Sverige och bestod av 47 titlar. Serien om Kri omfattar fem titlar och serien om Kaja, tulldeckarflickan, omfattar sju. De två böckerna om Ann-Sofi kom ut åren 1962 och 1971.

## Översättningar
I Storbritannien publicerades fyra av sagorna om Trulsa mellan åren 1965 och 1968. Det var Little Trulsa (Lilla Trulsa), Little Trulsa's secret (Lilla Trulsas hemlighet), Little Trulsa's tea-party (Lilla Trulsas kalas), Little Trulsa's birthday (Lilla Trulsas namnsdag) och de gavs ut på förlaget Methuen & Co i London. År 1972 var Ester Ringnér-Lundgren med på bokmässan i Frankfurt, världens största bokmässa, för att presentera sina böcker.
Böckerna om Lotta publicerades i alla de nordiska länderna samt i Tyskland. I Tyskland gavs tre titlar ut på tidigt 1960-tal. Det var Natürlich wieder Lotta 1963 (Det är Lotta, förstås!), Ja, ja unsere Lotta 1964 (Ja, se Lotta!) och Aufgepasst Lotta 1965 (Skärp dig Lotta). På 1980-talet gavs fyra böcker om Lotta ut i Tyskland av bokförlaget Schneider Buch. Då hette Lotta istället ”Lisa” och det var titlarna Gib nicht auf, Lisa 1981 (Vilken vals, Lotta), Bleib wie du bist, Lisa 1982 (Alla tiders Lotta), Du bist klasse, Lisa 1982 (Rena karusellen, Lotta!) samt Typisch Lisa 1983 (Lotta går till väders).
År 1973 gavs boken Det är Lotta förstås! ut i Danmark och följdes av tre titlar. År 1976 gavs samma bok ut på Island och följdes av nio titlar. I Norge gavs den ut 1987 och följdes av 27 titlar under åren fram till och med 1990. I Finland började utgivningen av Lotta 1974. Alla titlar gavs ut och några av titlarna kom i nytryck så sent som 2004–2007.

## Pseudonymer
Ester Ringnér-Lundgren skrev även under pseudonym. Under pseudonymen Merri Vik publicerades böckerna om Lotta. Kaj Ringnér var pseudonym för böckerna om Ann-Sofie (Akta hjärtat, Ann-Sofi och Ann-Sofi och den svarta katten) och den grönryggade boken Ugglor i mossen. Beril Björk var en pseudonym som endast återfinns på två böcker om ”Geten Alexander”.
Författaren bakom pseudonymen Lotta Vik är däremot Ester Ringnér-Lundgrens dotter, Gunilla Widman Torbrand. På den så kallade Lottaträffen i Katrineholm 2005 bekräftade Torbrand att det är hon och inte hennes mor som skrivit Lotta Vik-böckerna (1965–1970) om ”Nickan”.

## Analys och kritik
I flickböcker, 1022 stycken, mellan åren 1945 och 1965, då flertalet av Ester Ringnér-Lundgrens böcker publicerades, förekommer ett antal typiska teman beskrivna av litteraturvetaren Birgitta Theander. Hennes studie visar att flickböckerna under denna tidsperiod inte endast innehåller romantiska drömmar och enkla problem. Fler än 40 titlar tar upp klasskillnader och kring 1960-talet uppträder även ett globalt perspektiv. Ett tema är att de välbeställda ska hjälpa de mindre lyckligt lottade och ett exempel som nämns i studien är just Ester Ringnér-Lundgrens Kri, i Ett hjärta åt Kri, som berörs av en bild på ett svältande flyktingbarn och därför anordnar en välgörenhetssoaré för att samla in pengar.
I 47 procent av 1 022 böcker har huvudpersonen en dröm om ett framtida yrke eller har ett yrke. Vardagsslit är också vanligt i böckerna och ett exempel är bland annat Lotta vars skolarbete ofta beskrivs i böckerna. Ett skolarbete som både skildras som en slitig vardag, men även som stimulerande och engagerande. Vidare har Theander funnit att 7 procent av alla undersökta böcker innehåller projekt så som att starta en insamling, inreda ett hus eller bilda en sånggrupp, och böckerna beskriver ofta någon form av skaparlust.
Sett över alla böcker under perioden finns drömmar om traditionella yrken men även andra ovanliga yrken. Det ena inte behöver betyda passivitet och anpassning till traditioner, eller det andra innebär att göra uppror. På 1950- och 1960-talen kan man hitta böcker där föräldrarna önskar att deras döttrar ska utbilda sig på högskola medan flickorna själva drömmer om ett mera praktiskt yrke som barnavård eller liknande. Ett exempel där denna spänning förekommer, som tas upp i studien är Sämst i klassen av Ester Ringnér-Lundgren (1958).
Deckarböcker var en del av flickboksutgivningen under denna period och under 1950-talet börja serierna växa fram och dominera deckargenren. Flertalet skrevs av män men åtminstone två svenska kvinnor gav sig in i deckargenren. Förutom  Margareta Andrén (författare) med serien Gänget i 22:an var det Ester Ringnér-Lundgren med sin serie om Kaja.
I flickböckerna hittar Theander kopplingar till annan kultur i 69 procent av böckerna. Författarna kan använda sig av sådana kopplingar för att beskriva sina figurer. Detta kan man se i till exempel Kri och Vimsi från 1960 där Vimsi jämförs med Ura-Kaipas mormor. Kopplingar till annan kultur utgör också underlag för diskussioner. I en helhetsbedömning av böckernas stil har Theander funnit att Ester Ringnér-Lundgren använder språkliga medel som gör böckerna språkligt rika samt att de innehåller en konstnärlig ambition. Ett exempel är att Ringnér-Lundgren använder synonymer och nyanser. ”Lotta går inte, hon ’strosar’, ’travar’, ’hasar’, ’galopperar’, ’retirerar’, ’rusar’, ’susar’, ’flyr’, ’störtar’, ’styr stegen’, ’traskar’ … ”. Ett annat sätt att hantera texten är att använda ”originella inslag” och böckerna om Lotta nämns i samband med detta. I Lotta är sig lik avbryts vid ett tillfälle bokens berättande för att ge plats åt Lottas eget historieskrivande när hon sammanfattar Vikingatiden under rubriken ”Vikingatiden (starkt förkortad) Första (och enda) kapitlet – De bara rodde och rodde”.
Theander tar upp kritik som riktats mot flickbokens pratighet. Vivi Edström, professor i litteraturvetenskap, skrev 1980 om Lotta: ”en beskäftigt pratig framställning, ägnad för ytliga omdömen och känsloutgjutelser” där ”huvudpersonens svada bildar grunden, eller snarare den lösa sanden, för skildringen”. Theander menar att det alltid ligger en mening i det Lotta säger. I alla fall i de femton–tjugo första böckerna, i de senare böckerna uppfattar Theander att pratet blir mer tomt och stereotypt. Däremot skriver Theander att Ester Ringnér-Lundgren, tillsammans med Astrid Lindgren, Elsa Nyblom, Claque och Christina Söderling-Brydolf utvecklade och finslipade en svensk humoristisk barnbokstradition som funnits sedan Anne på Grönkulla.

## Figurer
- Lotta Månsson är huvudfiguren i böckerna om Lotta. Hennes hela namn är Marie-Sofie Charlotta Månsson. Charlotta var ett tillnamn som dök upp senare. Den första boken Det är Lotta förstås! kom ut 1958 och serien består av 47 titlar. Den sista kom ut 1991 och heter Liselott, Lottas dotter.
- Kri är en av huvudfigurerna i böckerna om Kri och Vimsi. Den första boken gavs ut 1957 och serien omfattar fem titlar. Vimsi är den andra huvudfiguren i böckerna om Kri och Vimsi.
- Kaja är huvudfiguren i böckerna om Kaja. Den första boken gavs ut 1962 och serien omfattar sju titlar. Böckerna om Kaja är en tulldeckarserie för unga läsare. Kaja är en tonåring som bor vid hamnen i en svensk kuststad. Från sitt rum ser hon inloppet till hamnen och mycket av vad som händer där.
- Ann-Sofi, en tonårig flicka, är huvudfiguren i två böcker där den första gavs ut 1962.
- Kvirre är det ena trollet i barnboksserien om trollen Kvirre och Hoppsan 1951-1973. Den första boken gavs ut 1951 och serien omfattar 21 titlar. Fyra av titlarna har även getts ut i större format.
- Hoppsan är kamrat till Kvirre.
- Tussi är en flicka i lågstadieåldern som berättar om sin vardag med lek, skola och fantasi ur sitt eget perspektiv. Den första boken om Tussi gavs ut 1954 och serien omfattar tio titlar.
- Trulsa är den lilla trollflickan som dyker upp i böckerna om Trulsa och Pysseliten, utgivna 1961-1975. Det är lättlästa, illustrerade, sagor för nya läsare och serien gavs ut under vinjetten Teddy på B. Wahlströms bokförlag. Första boken om lilla Trulsa gavs ut 1961 och hela serien omfattar 24 titlar. Böckerna kom även att under "flera år användes som läromedel i svenskundervisningen på lågstadiet."[28]  Det gavs även ut en jubileumsutgåva 1972 som heter Soliga sagor om Trulsa och Pysseliten, med flera.
- Geten Alexander är den kavata geten Alexander som finns i böckerna Geten Alexander från 1958 och Geten Alexander och Lura från 1960.

### Antologier och andra publikationer
- 1999 – Bland tomtar och troll årgång 92 –  Trollnystanet[29]